# Grevillea leptopoda
Espèce
Classification phylogénétique
Grevillea leptopoda est une espèce d'arbuste de la famille des Proteaceae endémique en Australie-Occidentale surtout dans la région de Geraldton. Il atteint généralement entre 0,5 et 1,5 m de hauteur. Les fleurs sont blanches, accessoirement crème ou roses. Elles apparaissent d'août à septembre dans son aire d'origine. Les feuilles simples font de 10 à 35 mm de long sur 1 de large